# Santuario de Nuestra Señora de Estíbaliz
El santuario de Nuestra Señora de Estíbaliz es un célebre santuario situado en la localidad de Argandoña, perteneciente al Ayuntamiento de Vitoria, en la provincia de Álava. Está considerado como BIC (Bien de Interés Cultural) y Monumento histórico-artístico perteneciente al Tesoro Artístico Nacional mediante decreto de 3 de junio de 1931.

## Localización e Historia
Situado a unos 8 kilómetros de Vitoria, en la cima de un empinado promontorio se yergue casi en el centro de la llanada de Álava, desde la cual se descubre una dilatada campiña. Data este santuario del siglo XI y es una verdadera joya del arte románico. Subvencionado por la casa de Haro, concretamente por Toda López, es un referente del poder de las mujeres nobles de la época. En 1138 fue cedido a los monjes cluniacenses de Nájera que lo conservaron hasta el 1431 y lo vendieron a don Fernán Pérez de Ayala, hijo del famoso canciller del rey Enrique II de Castilla, don Pedro López de Ayala. 
En 1542, don Atanasio de Ayala, descendiente y heredero de aquel, donó el monasterio de Estíbaliz al hospital de Santiago de la ciudad de Vitoria, que lo cedió a la provincia de Álava previa condición de proceder a la restauración de tan preciada basílica. 
En 1923, el obispo de Vitoria, Zacarías Martínez Núñez OSA, encargó a los Benedictinos que se hicieran cargo del santuario. Ese mismo año, concretamente el 6 de mayo de 1923 se llevó a cabo la coronación coronación canónica de la Virgen de Estíbaliz. La comunidad benedictina permaneció en el santuario cien años (1923-2023). Los tres últimos monjes benedictinos, de avanzada edad se tralsadaron a otras comunidades benedictinas.
El obispo de Vitoria, Juan Carlos Elizalde Espinal, encargó en 2023 a la comunidad de las hermanas Peregrinas de la Eucaristía, conocidas popularmente como 'Peregrinas', que se ocuparán del santuario. Quince monjas peregrinas se instalaron en el convento el 1 de mayo de 2023. El Papa Francisco concedió un año santo al Santuario de Estíbaliz —del 6 de mayo de 2023 al 6 de mayo de 2024—, con motivo del centenario de la coronación canónica de la venerada imagen de Nuestra Señora de Estíbaliz.

## El Santuario
Aunque destruido en parte por la acción del tiempo y de los hombres en las continuas guerras civiles que tanto han echado a perder su parte decorativa, lo que de este templo aún existe demuestra su valor arqueológico. Su sencilla planta coronada por tres ábsides, sus columnas embellecidas por curiosos capiteles historiados, la pila bautismal y su frontal de piedra del altar del Cristo ostentan detalles que a juicio de algunos hacen remontar su construcción a la época visigoda. La puerta de la Iglesia es denominada "Puerta Speciosa", o puerta preciosa, por los relieves y esculturas que la adornan. Es típica de muchos edificios románicos de carácter religioso.